# یوهان میمر
یوهان میمر (استونیایی: Johan Meimer; ۱۹ ژوئن ۱۹۰۴ – ۱۰ دسامبر ۱۹۴۴) ورزشکار دهگانه و پرتاب‌گر نیزه اهل استونی بود.
وی در مسابقات دهگانه و پرتاب نیزه بازی‌های المپیک تابستانی ۱۹۲۸ شرکت کرده بود. میمر در طول جنگ جهانی دوم کشته شد.